# 3868 Mendoza
3868 Mendoza је астероид главног астероидног појаса са средњом удаљеношћу од Сунца која износи 2,333 астрономских јединица (АЈ).
Апсолутна магнитуда астероида је 13,0.